# Gideon's Way
Gideon's Way was een Britse politieserie uit 1965 met 26 afleveringen. Hierin speelde acteur John Gregson, Commander George Gideon, gebaseerd op de boeken van John Creasey. Hij werd geholpen door Detective Chief Inspector David Keen, een rol van Alexander Davion.